# Det Gamle Rådhus (Ebeltoft)
Det Gamle Rådhus i Ebeltoft blev bygget i 1789 og er en af Ebeltofts største turistattraktioner. Det hører under Museum Østjylland.
Det Gamle Rådhus blev opført i 1789 som erstatning for byens første rådhus, der havde ligget på ca. samme sted og var fra 1576. Bygningen er tegnet af den kendte arkitekt Anders Kruuse (1745-1811) fra Horsens og bygget af den lokale bygmester, Just Møller.
Allerede i 1840 var bygningen blevet for lille til det oprindelige formål. Et nyt rådhus blev bygget på torvet, og det gamle blev i stedet brugt som vagtlokale for vægtere og brandmænd samt udlejet til privatbolig. Bygningens høje spir var fortsat et vigtigt sømærke.
Bygningen blev restaureret i årene 1906-09, og herefter blev Det Gamle Rådhus hjemsted for Ebeltoft Museum. Efter restaureringen kom bygningen til at fremstå i renæssancestil med bindingsværk, som om der var tale om det oprindelige rådhus fra 1576. Hvis formålet var at få en fredning gennemført, lykkedes manøvren.
Hvis huset skulle restaureres med henblik på at fremvise det originale udseende fra 1789 i nyklassicistisk stil, skulle det have været pudset og hvidkalket, som det kan ses på gamle fotografier.

## Fodnoter
1. ↑  "Den Digitale Byport". Arkiveret fra originalen 25. marts 2007. Hentet 8. april 2008.
2. ↑  Vedsted, s. 36.